# Technische Keramik

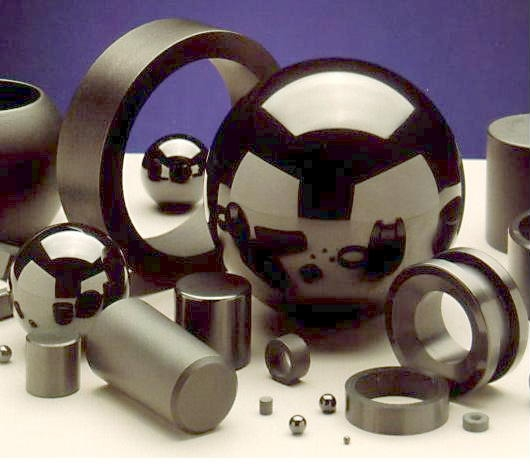
Keramische Wälzlager können hohe Lasten aufnehmen

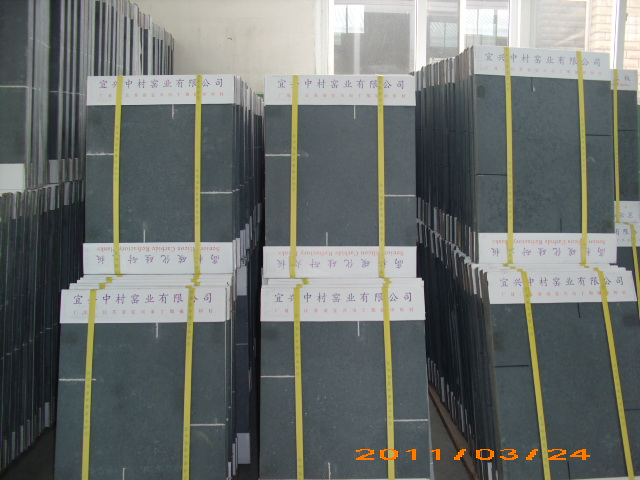
Feuerfeste Produkte aus Siliziumcarbid

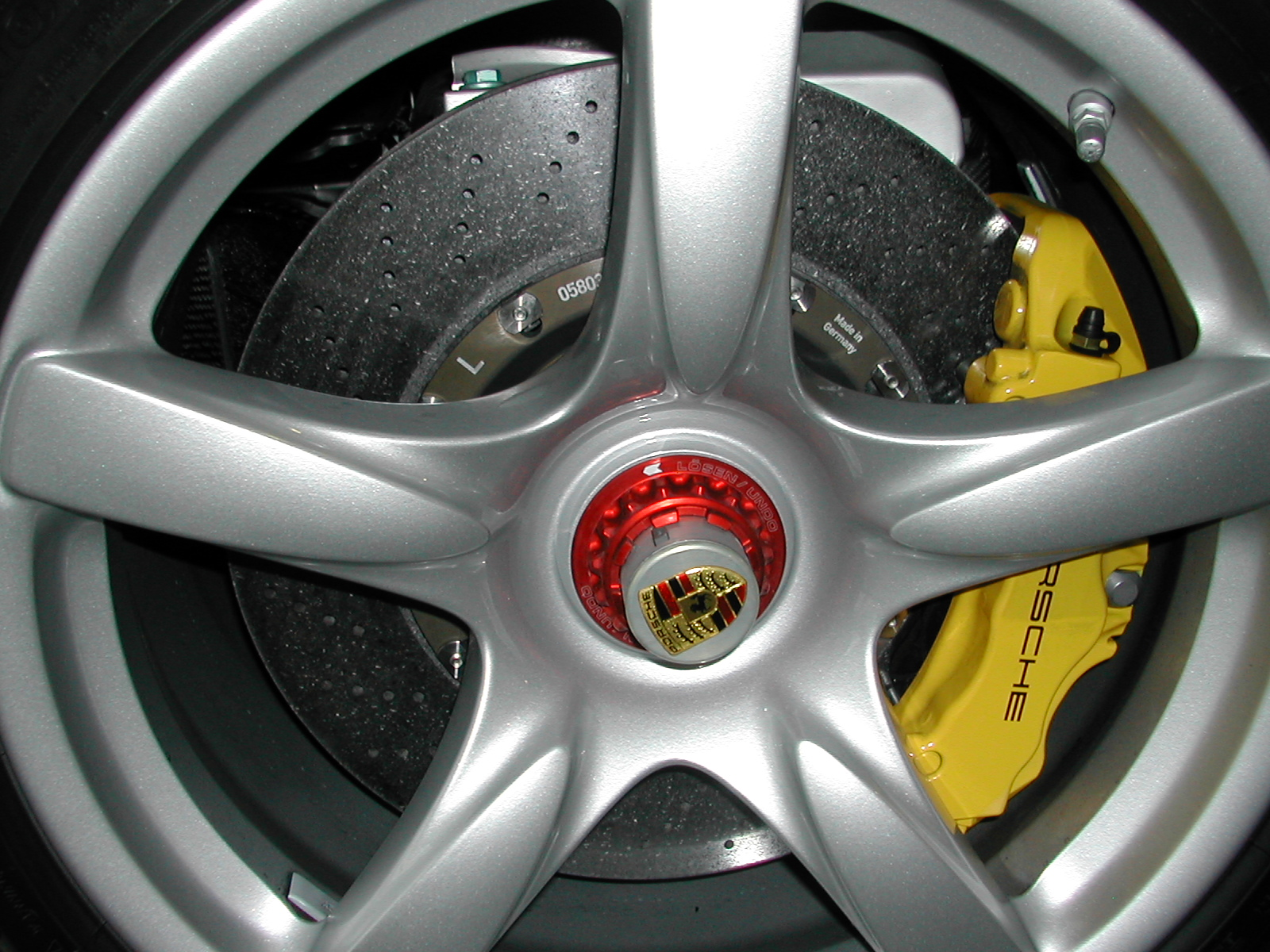
Bremsscheibe eines Porsche aus Keramik

Als technische Keramik werden Keramikwerkstoffe bezeichnet, die in ihren Eigenschaften auf technische Anwendungen hin optimiert wurden. Sie unterscheidet sich von den dekorativ eingesetzten Keramiken oder Geschirr (Gebrauchskeramik), Fliesen oder Sanitärobjekten u. a. durch die Reinheit und die enger tolerierte Korngröße (Kornband) ihrer Ausgangsstoffe sowie oft durch spezielle Brennverfahren (z. B. heißisostatisches Pressen, Brennen unter reduzierender Atmosphäre).
Weitere Bezeichnungen für technische Keramik sind Ingenieurkeramik, Hochleistungskeramik, Industriekeramik oder industrielle Keramik. Keramikwerkstoffe, die spezielle elektrische oder piezoelektrische Eigenschaften besitzen, werden auch als Funktionskeramiken oder spezifisch als Elektrokeramik bezeichnet.
Seit den ersten technischen Anwendungen von Porzellan als elektrische Isolatoren in der Mitte des 19. Jahrhunderts kann man von technischer Keramik sprechen.

## Allgemeines
Keramische Werkstoffe sind anorganisch, nicht-metallisch und polykristallin. In der Regel werden sie bei Raumtemperatur aus einer aus Keramikpulver, organischem Binder und Flüssigkeit gebildeten Rohmasse geformt und erhalten ihre typischen Werkstoffeigenschaften erst in einem Sintervorgang bei hohen Temperaturen. 
Hier liegt der große Unterschied zu vielen anderen Werkstoffklassen, insbesondere den Metallen. Während diese nach der Verhüttung bereits vor der Formgebung ihre wesentlichen Materialkennzeichen aufweisen, sind beim keramischen Produkt Werkstoffeigenschaften, Form und Größe untrennbar mit den Herstellprozessschritten verbunden, bestehend aus Aufbereitung des Pulvers, Formgebung und Brand. Die eigentliche Ingenieurleistung liegt daher in der genauen Gestaltung der Herstellung und hier vor allem in der gezielten Beeinflussung der Mikrostrukturen im abschließenden Sinterprozess.
Spielen beim Stahl zum Beispiel der Kohlenstoff- oder Chromgehalt eine Rolle und bei Kunststoffen die Wahl der Reaktionspartner und deren Vernetzungsgrad, kommt es bei den keramischen Werkstoffen nicht nur darauf an, welches Grundmaterial (Bornitrid, Siliciumcarbid oder Aluminiumoxid) den Grundkörper bildet, sondern hier entscheidet vielmehr Art und Häufigkeit von Fehlstellen (zum Beispiel Poren, Mikrorisse, geringste Fremdstoffanteile) im fertigen Bauteil über die konkreten Eigenschaften. Die anwendungsbezogene Variation der Eigenschaften keramischer Werkstoffe geschieht daher in weit stärkerem Maße durch die Gestaltung der Prozessschritte, als dies bei Metallen der Fall ist. Durch unterschiedliche Brennverfahren und Brennatmosphären sowie durch die Korngröße und Brenntemperatur lassen sich verschiedenste Eigenschaften des gleichen Stoffgemisches erzielen. Ein Beispiel ist der Reaktionsbrand, mit dem Silizium-angereichertes Siliziumkarbid (SiC) unter Schutzgas aus Silizium- und Kohlenstoffpulver gefertigt wird. Ohne die sonst übliche Schrumpfung beim Sintern lassen sich hierdurch komplexe, vergleichsweise große Strukturen herstellen. SiSiC hat die hohe Härte, Wärmeleitfähigkeit, chemische Beständigkeit und Korrosionsfestigkeit des Siliciumcarbids, das in den Poren eingebettete Silizium verbessert jedoch die Oxidationsbeständigkeit, so dass diese Keramik sich für den Einsatz als Heizelement oder Konstruktionsteil in Brennöfen eignet.
Mit der Größe und Form eines keramischen Bauteils steigt die technische Herausforderung in der Herstellung: es muss ein gleichförmiges, homogenes Gefüge über ein großes Volumen erhalten bleiben, obwohl die Wärmezufuhr beim Brand nur von außen möglich ist. Gegenwärtig gehören zu den weltweit größten keramischen Bauteilen in der technischen Keramik Heizrohre für Metallglüh-, Schmiede- und Härteöfen. Sie erreichen Ausmaße von bis zu 3 Metern Länge und bis zu 30 cm Durchmesser. Ca. 40 Hersteller weltweit sind in der Lage, Produkte aus Ingenieurkeramik mit diesen Dimensionen herzustellen.

## Werkstoffeigenschaften
Technische Keramik kann folgende recht unterschiedliche Materialeigenschaften besitzen:
- Hitzebeständigkeit bis weit über 1000 °C (Heizelemente)
- elektrische Isolation (Zündkerzen, Hochspannung, elektronische Schaltungen (Hochfrequenz- und Dickschichtschaltkreise))
- hohe Dielektrizitätskonstanten (Keramikkondensatoren mit hoher Volumenkapazität)
- Abrieb- und Verschleißfestigkeit (Gleitflächen, Düsen zum Laser- und Wasserstrahlschneiden (Schneiddüsen), Gleitlager in Pumpen, Kolben und Zylinder), Pulverbeschichten von Metallflächen
- große Härte (z. B. in Kugellagern, Verwendung als Schneidstoff (Schneidkeramik), bei der spanenden Bearbeitung (Schneidkeramik ist wesentlich härter als Stahl))
- Korrosionsbeständigkeit (Salzwasser, Chemieanwendungen (speziell in Pumpen der chemischen Industrie), Beschichtung von Metallen)
- Medizintechnische Anwendungen (Gute Biokompatibilität in Kombination mit Festigkeit)
- geringe thermische Ausdehnung
- niedrige Dichte
- hohe mechanische Festigkeit, allerdings verbunden mit niedriger Bruchzähigkeit
- Formstabilität (hohe spezifische Steifigkeit beziehungsweise hoher E-Modul)
- je nach Typ niedrige oder hohe Wärmeleitfähigkeit
- je nach Typ hohes elektrisches Isoliervermögen oder Halbleiter- oder piezoelektrische Eigenschaften (Funktionskeramik)
- ferroelektrische Eigenschaften („Epsilan“, keramische Vielschichtkondensatoren (MLC), Elektrete)

Wie bei konventioneller Keramik erfolgt die Herstellung durch Zusammenbacken von kristallinen Pulvern, dem Sintern. Zur Sicherstellung konstanter Werkstoffqualität und Zuverlässigkeit ist die Herstellung hochreiner Pulver definierter, feiner Körnung (teilweise unter 1 µm), deren Aufbereitung mit Sinterhilfsmitteln und die Trocknung und Sinterung von großer Bedeutung. Beim Brand (Sinterung)  bleibt die Korngröße erhalten oder nimmt durch Kornwachstum zu. Während man für mechanische Anwendungen und Vielschichtkondensatoren kleine Korngrößen anstrebt, muss z. B. bei Brennerrohren für Gasentladungslampen (Natriumdampflampen, Halogen-Metalldampflampen) ein Kompromiss gefunden werden, um einerseits mechanische Festigkeit (kleine Körner) und andererseits hohe optische Transparenz (große Körner, wenig Streuzentren) zu erreichen.
Zwischen den kristallinen Körnern befindet sich oft eine sogenannte interkristalline Phase, die wesentlich für die elektrischen und mechanischen Eigenschaften ist. Obwohl sie den Sinterprozess erleichtert, möchte man sie oft vermeiden, da sie insbesondere bei Hochtemperaturanwendungen für mechanische Kriechprozesse und absinkende Isolationswerte verantwortlich ist. Um hochdichte Keramik auch ohne interkristalline Phase oder Sinterhilfsmittel zu erhalten, erfolgt das Sintern teilweise unter Druck (heißisostatisches Pressen, HIP).
Auch die keramikgerechte Konstruktion der Bauteile kann dazu beitragen, das Risiko eines Versagens durch Sprödbruch zu reduzieren: scharfe Kerben und Innen-Ecken müssen vermieden werden und dass Änderungen der Wandstärke nicht stufig, sondern möglichst kontinuierlich erfolgen. Kerben und Ecken sind bei Biege- bzw. Zugbeanspruchung leicht Ausgangspunkt für einen Riss, dessen Ausbreitung dann auch bei geringen Kräften durch das ganze Bauteil geht und es zerstört.
Mit der Entwicklung von keramischen Verbundwerkstoffen stehen im Bereich der technischen Keramik inzwischen verschiedene Werkstofftypen zur Verfügung, die sich durch deutlich höhere Bruchzähigkeiten und damit verbundene Zuverlässigkeit sowie extreme Thermoschockbeständigkeit auszeichnen.

## Werkstoffgruppen
- Silikat-Keramiken[1]
  - Technische Porzellane, Steatit, Cordierit, Mullitkeramik
- Oxid-Keramiken
  - Einstoffsysteme: Aluminiumoxid, Magnesiumoxid, Zirkoniumoxid, Titandioxid (Kondensatorwerkstoff)
  - Mehrstoffsysteme wie Aluminiumtitanat (Mischform aus Aluminium- und Titanoxid), Mullit (Mischform aus Aluminium- und Siliciumdioxid), Bleizirkonattitanat (Piezokeramik), oder Dispersionskeramiken wie mit Zirkoniumoxid verstärktes Aluminiumoxid (ZTA – Zirconia Toughened Aluminum Oxide) – Al2O3/ZrO2.
- Nicht-Oxid-Keramiken
  - Carbide, zum Beispiel Siliciumcarbid, Borcarbid
  - Nitride, zum Beispiel Siliciumnitrid, Aluminiumnitrid, Bornitrid, Titannitrid
  - Boride
  - Silicide

Piezokeramik findet Anwendung als Keramikresonator in elektronischen Schaltungen, in Piezo-Einspritzventilen für Dieselmotoren, in Stellantrieben (Ventile, Spiegel, Rasterkraftmikroskop) und in Kleinst- und Hochfrequenz-Lautsprechern.

## Anwendungen
Keramische Werkstoffe werden heute in Bereichen verwendet, in denen früher Metalle zum Einsatz kamen. Noch vor wenigen Jahrzehnten galten Anwendungen, die heute selbstverständlich sind, als nicht realisierbar.
In der Medizintechnik werden keramische Werkstoffe als Ersatz für Knochen und Zähne eingesetzt. Hier hat die große mechanische Festigkeit und Verschleißfestigkeit sowie die hohe Korrosionsbeständigkeit und die gute Verträglichkeit mit lebendem Gewebe Bedeutung (Bioinert).
Ein bedeutendes Einsatzgebiet sind die sogenannten Hochtemperaturanwendungen. Dazu zählen der Ofenbau, Brennersysteme oder Heizelemente. Einsatztemperaturen von bis zu 2500 °C halten einige keramische Werkstoffe ohne Verzug oder Ermüdung stand. Aufgrund der in Verbrennungsmotoren angestrebten immer höheren Temperaturen (höherer Wirkungsgrad!) steigen Entwicklungsaufwendungen und Ansprüche an Bauteile wie Lager, Turbinenschaufeln der Turbolader und Motorteile. 
Die in Stückzahlen gerechnet häufigsten Anwendungen bilden technische Keramiken als elektronische Bauelemente in Form der Keramikkondensatoren. Darüber hinaus sind wegen der hohen Spannungsfestigkeit die Keramik-Leistungskondensatoren in Sendeanlagen unverzichtbar.
Die bekanntesten Anwendungen bilden jedoch keramische Bauteile als Isolator bzw. als Isolierstoff (Zündkerzen, Freileitungs-Isolatoren). Dabei sind auch Temperaturen von 600 °C, wie sie beispielsweise bei Zündkerzen oder Zündeinrichtungen von Gasbrennern vorkommen, möglich. Die bei Zündkerzen eingesetzte Aluminiumoxid-Keramik hat bei 600 °C einen spezifischen Widerstand von 108 Ωcm.
Die meisten keramischen Werkstoffe sind elektrische Isolatoren, einige sind jedoch supraleitend, halbleitend oder dienen als Heizleiter. 

Halbleitende Keramik wird für Varistoren (Zinkoxid), Heiß- oder Kaltleiter verwendet (Temperatursensoren, Einschaltstrombegrenzung, Entmagnetisierung, Selbstrückstellende Sicherungselemente (PTC-Sicherungselement)).
Auch in der Lager- und Dichtungstechnik dominieren keramische Werkstoffe. Als Lagerschalen von Gasturbinen mit Drehzahlen von mehreren tausend Umdrehungen pro Minute und Temperaturen von rund 1500 °C können keramische Werkstoffe eingesetzt werden. In Pumpen dichten Gleitringdichtungen aus Keramik die Wellendurchführungen durch das Pumpengehäuse der Außenwelt gegenüber korrosiven und abrasiven Medien ab. Bei der Rauchgasentschwefelung sind keramische Gleitlager der Pumpen hochkonzentrierter, basischer Kalkmilch ausgesetzt, die stark mit Sand verunreinigt ist. Ähnliche Verhältnisse herrschen bei Pumpenanlagen zur Meerwasserentsalzung. Hier fördern Pumpen mit keramischen Gleitlagern das stark mit Sand versetzte Salzwasser über Jahre, ohne Abrieb oder Korrosion zu erleiden. 
Ein wesentlicher Nachteil ist bei mechanischen Anwendungen das Sprödbruchverhalten von Keramik (niedrige Bruchzähigkeit). Metallische Werkstoffe sind dagegen duktil und brechen daher seltener. Sie verzeihen leichtere konstruktive Toleranzen, indem sie lokale Spannungsspitzen durch elastische und plastische Verformung abbauen. Die Entwicklung von keramischen Faserverbundwerkstoffen hat auf diesem Gebiet wesentliche Fortschritte erzielen können und das Anwendungsspektrum keramischer Werkstoffe deutlich erweitert.
Keramikpulver etwa aus Titannitrid werden als Festschmierstoffe in Montagepasten wie Heißschrauben-Compounds verwendet.